# Chaetosphaeriales
Chaetosphaeriales Huhndorf, A.N. Mill. & F.A. Fernández – rząd workowców należący do klasy Sordariomycetes. Grzyby mikroskopijne.

## Systematyka
Pozycja w klasyfikacji według Index Fungorum: Chaetosphaeriales, Sordariomycetidae, Sordariomycetes, Pezizomycotina, Ascomycota, Fungi.
Takson utworzyli w 2004 r. A.N. Mill. Huhndorf i F.A. Fernández. Należą do niego rodziny:
- rodzina Australiascaceae Réblová & W. Gams 2011
- rodzina Chaetosphaeriaceae Réblová, M.E. Barr & Samuels 1999
- rodzina Linocarpaceae S. Konta & K.D. Hyde 2017
- rodzina Neoleptosporellaceae J.F. Zhang, Y.Y. Chen & Jian K. Liu 2023
- rodziny Incertae sedis.